# Tysk-österrikiska backhopparveckan 1961/1962
Under Tysk-österrikiska backhopparveckan 1961/1962 hoppade man i Oberstdorf den 28 december, och den 30 december hoppade man i Innsbruck.  den 1 januari hoppade man i Partenkirchen. Deltävlingen i Bischofshofen genomfördes slutligen den 6 januari.

## Oberstdorf
- Datum: 28 december 1961
- Land:  Västtyskland
- Backe: Schattenbergschanze

| Placering | Hoppare            | Land          | Poäng |
| --------- | ------------------ | ------------- | ----- |
| 01        | Eino Kirjonen      | Finland       | 226,5 |
| 02        | Božo Jemc          | Jugoslavien   | 219,5 |
| 03        | Odvar Saga         | Norge         | 219,0 |
| 04        | Hemmo Silvennoinen | Finland       | 218,0 |
| 05        | Holger Karlsson    | Sverige       | 216,0 |
| 06        | Wolfgang Happle    | Västtyskland  | 215,5 |
| 07        | Kjell Sjöberg      | Sverige       | 215,0 |
| 07        | Koba Zakadse       | Sovjetunionen | 215,0 |
| 09        | Nikolaj Sjamov     | Sovjetunionen | 214,0 |
| 010       | Nikolaj Kamenskij  | Sovjetunionen | 213,0 |
| 010       | Georg Thoma        | Västtyskland  | 213,0 |
| 010       | Inge Lindqvist     | Sverige       | 213,0 |

## Innsbruck
- Datum: 30 december 1961
- Land:  Österrike
- Backe: Bergiselschanze

| Placering | Hoppare            | Land          | Poäng |
| --------- | ------------------ | ------------- | ----- |
| 01        | Willi Egger        | Österrike     | 225,0 |
| 02        | Koba Zakadse       | Sovjetunionen | 219,7 |
| 03        | Walter Habersatter | Österrike     | 219,4 |
| 04        | Eino Kirjonen      | Finland       | 218,5 |
| 05        | Antoni Wieczorek   | Polen         | 214,4 |
| 06        | Max Bolkart        | Västtyskland  | 213,4 |
| 07        | Nikolaj Sjamov     | Sovjetunionen | 212,6 |
| 08        | Kjell Sjöberg      | Sverige       | 212,5 |
| 09        | Hemmo Silvennoinen | Finland       | 212,2 |
| 010       | Jurij Samsonov     | Sovjetunionen | 210,1 |

## Partenkirchen
- Datum: 1 januari 1962
- Land:  Västtyskland
- Backe: Große Olympiaschanze

| Placering | Hoppare           | Land          | Poäng |
| --------- | ----------------- | ------------- | ----- |
| 01        | Georg Thoma       | Västtyskland  | 225,5 |
| 02        | Willi Egger       | Österrike     | 221,7 |
| 03        | Wolfgang Happle   | Västtyskland  | 222,0 |
| 04        | Max Bolkart       | Västtyskland  | 216,4 |
| 05        | Eino Kirjonen     | Finland       | 216,2 |
| 06        | Nikolaj Kamenskij | Sovjetunionen | 215,5 |
| 07        | Inge Lindqvist    | Sverige       | 214,2 |
| 07        | Niilo Halonen     | Finland       | 214,2 |
| 09        | Veikko Kankkonen  | Finland       | 213,9 |
| 010       | Holger Karlsson   | Sverige       | 212,4 |

## Bischofshofen
- Datum: 6 januari 1962
- Land:  Österrike
- Backe: Paul-Ausserleitner-Schanze

| Placering | Hoppare          | Land          | Poäng |
| --------- | ---------------- | ------------- | ----- |
| 01        | Willi Egger      | Österrike     | 222.7 |
| 02        | Helmut Recknagel | Östtyskland   | 220,3 |
| 03        | Wolfgang Happle  | Västtyskland  | 215,0 |
| 04        | Dieter Bokeloh   | Östtyskland   | 213,6 |
| 05        | Peter Lesser     | Östtyskland   | 212,8 |
| 06        | Heini Ihle       | Västtyskland  | 210,5 |
| 07        | Koba Zakadse     | Sovjetunionen | 210,0 |
| 08        | Odvar Saga       | Norge         | 208,8 |
| 09        | Antoni Wieczorek | Polen         | 208,5 |
| 010       | Nikolaj Sjamov   | Sovjetunionen | 206,1 |

## Slutställning
| Placering | Hoppare            | Land          | Poäng |
| --------- | ------------------ | ------------- | ----- |
| 01        | Eino Kirjonen      | Finland       | 871,0 |
| 02        | Willi Egger        | Österrike     | 853,4 |
| 03        | Hemmo Silvennoinen | Finland       | 843,2 |
| 04        | Nikolaj Sjamov     | Sovjetunionen | 840,7 |
| 05        | Antoni Wieczorek   | Polen         | 839,4 |
| 06        | Walter Habersatter | Österrike     | 833,4 |
| 07        | Koba Zakadse       | Sovjetunionen | 833,0 |
| 08        | Inge Lindqvist     | Sverige       | 832,5 |
| 09        | Odvar Saga         | Norge         | 830,4 |
| 010       | Max Bolkart        | Västtyskland  | 828,7 |